# زیردریایی یو-۶۳۴
زیردریایی یو-۶۳۴ (به انگلیسی: German submarine U-634) یک زیردریایی است که طول آن ۶۷٫۱ متر (۲۲۰ فوت ۲ اینچ) می‌باشد. این زیردریایی در سال ۱۹۴۲ ساخته شد.